# Josie and the Pussycats (film)
Josie and the Pussycats is een Amerikaanse komische film
uit 2001. De film werd geregisseerd door
Harry Elfont en Deborah Kaplan. De hoofdrollen worden vertolkt door
Rachael Leigh Cook, Tara Reid en Rosario Dawson die samen het
muziekgroepje (Josie and) the Pussycats vormen.
De film is gebaseerd op de gelijknamige stripserie.

## Het verhaal
De manager van de razend populaire boysband Du Jour springt met de piloot uit
het privé-vliegtuig van de groep. Wyatt Frame gaat onmiddellijk op zoek naar nieuw
talent voor MegaRecords. In Riverdale ontdekt hij het succesloze meidengroepje
The Pussycats. Hij geeft het groepje de naam Josie and the Pussycats en
nog geen week later zijn ze razend populair en hebben ze een nummer één-hit.
Dan ontdekken de drie meisjes dat MegaRecords in werkelijkheid de façade is van
een marketingbedrijf. In opdracht van de Amerikaanse overheid stoppen ze
subliminale boodschappen in muziek om zo nieuwe trends te creëren bij de
jeugd waardoor die hun geld blijven uitgeven en aldus de economie te stimuleren.
Wyatt Frame en zijn bazin Fiona worden ontmaskerd en gearresteerd. Nu is gebleken
dat subliminale boodschappen beter werken in films wilde de overheid toch al
van ze af. Dat alles gebeurd achter het podium van een groot concert. Vervolgens
spreekt Josie het publiek toe en zegt dat ze voor zichzelf moeten leren denken.
Dan begint het groepje - met succes deze keer - eigen nummers te spelen.

## Rolbezetting
| Acteur             | Personage        | Opmerkingen                                                 |
| ------------------ | ---------------- | ----------------------------------------------------------- |
| Rachael Leigh Cook | Josie McCoy      | leider, zangeres en gitariste van The Pussycats             |
| Tara Reid          | Melody Valentine | leeghoofdige drumster van The Pussycats                     |
| Rosario Dawson     | Valerie Brown    | eigenwijze bassiste en achtergrondzangers van The Pussycats |
| Alan Cumming       | Wyatt Frame      | manager van MegaRecords en ontdekker van The Pussycats      |
| Parker Posey       | Fiona            | bazin van MegaRecords                                       |
| Gabriel Mann       | Alan M.          | vriend(je) van Josie                                        |
| Paulo Costanzo     | Alexander Cabot  | "manager" van The Pussycats                                 |
| Missi Pyle         | Alexandra Cabot  | jaloerse tweelingzus van Alexander                          |
| Tom Butler         | agent Kelly      | FBI-agent                                                   |
| Alexander Martin   | Les              | lid van boysband Du Jour                                    |

## Prijzen en nominaties
- Golden Reel Awards 2002: Nominatie Beste Geluidsmontage - Muziek - Muzikale Avondfilm voor Angie Rubin.
- Phoenix Film Critics Society Awards 2002: Nominatie Beste Originele Lied voor 3 Small Words.
- Teen Choice Awards 2001:
  - Nominatie Film - Keuze Actrice voor Rachael Leigh Cook.
  - Nominatie Film - Keuze Doorbraakprestatie voor Rosario Dawson.
  - Nominatie Film - Keuze Komedie.